# The Little Darling
The Little Darling er en amerikansk stumfilm fra 1909 af D. W. Griffith.

## Medvirkende
- Mary Pickford
- Mack Sennett
- John R. Cumpson
- Owen Moore
- Arthur V. Johnson